# Люліч Валентина Анатоліївна
Валентина Анатоліївна Люліч (30 березня 1983, смт Афанасьєве, Кіровська обл., СРСР) — українська поетеса, прозаїкиня, перекладачка, бард. Членкиня Національної спілки письменників України, Національної спілки журналістів України та Національної всеукраїнської музичної спілки, голова Асоціації діячів авторської пісні та співаної поезії Рівненського обласного відділення Національної всеукраїнської музичної спілки, член Асоціації правників України, засновниця та керівниця ГО «Український клуб авторської пісні та співаної поезії». Ідейна натхненниця та одна з основних організаторок фестивалю сучасної української авторської пісні та співаної поезії «Словоспів», засновниця а також ведуча хіт-параду авторської пісні та співаної поезії «Словоспів».

## Життєпис
Народилася в українській сім'ї, батько службовець. 1986 року батько повернувся на рідну землю — Рівненщину, де спочатку жили в смт Клевань, потім в смт Гоща, а з 1989 року постійно проживає в Рівному.
У 2000 році із золотою медаллю закінчила ЗОШ № 25. У 1998 році випускниця музичної школи № 2 в Рівному (клас фортепіано) та ДЮСШ № 2 з плавання. У 2000 році закінчила Рівненський міжшкільний навчально-виробничий комбінат, здобула спеціальність телеграфістки.
У 2005 році з відзнакою закінчила Юридичну академію ім. Ярослава Мудрого (Харків). За фахом і за професією юристка. Із 2005 року працює в прокуратурі Рівненської області на різних посадах, в тому числі керівником.
2023 року закінчила магістратуру Рівненського державного гуманітарного університету за спеціальністю «Менеджмент».

## Творчість
Твори Валентина Люліч надруковано у багатьох літературних журналах та альманахах, наприклад, у таких як «Дніпро» (м. Київ), «Погорина» (м. Рівне), «ЛАВА»  (м. Харків), «Рівне літературне» (м. Рівне), українсько-російсько-німецькому часописі «Склянка часу» (м. Канів), «Білоруський квартальник» (республіка Білорусь), «Мить у кишені» (м. Київ), всеукраїнському журналі «Перевал» (м. Івано-Франківськ), всеукраїнському літературно-мистецькому журналі «Золота пектораль», альманасі «Жирандоля» (м. Мінськ), в газетах «Літературна Україна» та «Українська літературна газета», українсько-канадському альманасі «Крила», літературно-мистецькому часописі Національної спілки письменників України «Дзвін» (Львів) та інших.
Є авторкою книжок поезій «Світ у долонях» (2012, «Краща книга Рівненщини 2013» у номінації «Кращий літературний дебют»), «Яблуневе сонце» (2012), літературного детективу «Печериці в законі» (2013), збірки лекцій «Право мати право», виданого в рамках лекторію «Красиве і корисне» (2016), збірки поезій «ЗАparoleНІ» (2016), збірки перекладів «World of Words» (2018, «Краща книга Рівненщини 2019» у номінації «Кращий літературний переклад»), книжечки для дітей «Як зайченя сонечко шукало» (2019, «Краща книга Рівненщини 2020» у номінації «Найкраще художнє оформлення»), збірки філософських поезій «НА БІЛОМУ БІЛІ» (2020, «Краща книга Рівненщини 2023» у номінації Краща поетична збірка), співавтор серії інклюзивних книг універсального дизайну «Маленький Круасан у великому світі» (2021), виданої за підтримки Українського культурного фонду, збірки перекладів «World of Words. Книга ІІ» (2021), співаної книги «ПОШЕПКИ» (2023), lитяча книга «How a little hare was looking for the Sun» (2023), lитяча книга «JAK ZAJĄCZEK SZUKAŁ SŁONECZKA» (2024).
Авторка аудіоальбомів «Люди» (2022), «ПОШЕПКИ» (2023).
Про Валентину Люліч знято фільм у рамках всеукраїнського проекту «Особливі митці від териконів до Карпат», реалізованого за підтримки Українського культурного фонду.
Також, Валиним голосом озвучено жіночу поезію креативної інклюзивної книги, виданої плоскодрукованим збільшеним кеглем, шрифтом Брайля, DAISY, аудіо та відеоформатах «Торкнутися слова. Це можливо!», до якої увійшли творчі митці з інвалідністю, виданої за підтримки Українського культурного фонду.
2024 року нагороджена "Міжнародною премією «Культурна дипломатія» за зміцнення міжнародного авторитету України, за розвиток культури, мистецтва, за інформаційну, дипломатичну, благодійну, гуманітарну та громадську діяльність.
Працює у жанрі авторської пісні та співаної поезії. Свої вірші та твори інших авторів кладе на музику і виконує на літературних вечорах та зустрічах в супроводі гітари.
Ініціаторка та співзасновниця клубу авторської пісні «BACKinБАРД». Засновниця та керівниця ГО «Український клуб авторської пісні та співаної поезії».
Спільно з головою Рівненської організації Національної всеукраїнської спілки музикантів Андрієм Пастушенком 2021 року створила Асоціацію авторської пісні та співаної поезії Рівненської організації Національної всеукраїнської спілки музикантів. Тоді ж обрана головою вищезазначеної Асоціації.
Ініціаторка Всеукраїнської літературної премії імені Анатолія Криловця, голова оргкомітету зазначеної Премії. Ініціаторка та організаторка фестивалю сучасної української авторської пісні та співаної поезії «Словоспів» (Рівне). Вона почала на офіційному рівні до української співаної поезії вживати термін «словоспів». Після проведення однойменного фестивалю вказана назва почала актично застосовуватись для позначення саме української співаної поезії, коли сама поезія проспівується у супроводі музичного інструменту, в основному гітари.
Ініціаторка та організаторка Премії пам'яті Олександра Смика у галузі авторської пісні «Я хочу жити в Україні» (2022).
Членкиня Національної спілки письменників України (з 2013), Національної всеукраїнської музичної спілки (з 2021), Національної спілки журналістів України (з 2024), Асоціації правників України (2024).
Валентина Люліч спільно з ТРК «РИТМ» створено та записано серію телепередач «Квартирник на Ритмі», у яких взяли участь відомі автори та виконавці не лише Рівненщини, а й з інших областей. Засновниця та режисерка унікального хіт-параду української авторської пісні та співаної поезії «СЛОВОСПІВ» на радіо RESPEKT. Сама є гостею багатьох радіостанцій та телепередач.
Авторська пісня та співана поезія Валентина також неодноразово звучала на телебаченні та радіостанціях, в тому числі на таких центральних радіо, як «Культура», «Громадське радіо», «Українське радіо», «Емігрантське радіо», «Радіо Голос» та інші.
Учасниця багатьох міжнародних та всеукраїнських фестивалів авторської пісні та співаної поезії. Неодноразово виступала на великих сценах м. Київ, м. Львів, м. Луцьк, м. Вінниця та інших. Учасниця фестивалів «Тарас Бульба», «Рутенія», «Оберіг», «Мовою серця», «Вітрила пригод», «Відкриті небеса», «Біденко-фест», «Повстанська ватра», «Віршень», «СУП», Міжнародного літературно-мистецького фестивалю «Лісова пісня», Міжнародного Шевченківського свята «В сім'ї вольній, новій» та багатьох інших.
Член журі творчих конкурсів та фестивалів, зокрема: Національного конкурсу мистецтв «КОД НАЦІЇ» у номінації «Літературна Україна», обласного конкурсу читців-аматорів «Кобзарева струна не вмирає», конкурсу «Людина на всі часи», присвяченого 300-річчю з дня народження Григорія Сковороди, Всеукраїнського фестивалю Української авторської пісні та співаної поезії «СЛОВОСПІВ», Фестивалю сучасної української естрадної пісні імені Павла Дуки, Премії за кращу авторську пісню «Я хочу жиити в Україні», обласного конкурсу «Краща книга Рівненщини», Всеукраїнської літературної премії імені Всеволода Нестайка (2024) та інших.
Член конкурсного комітету обласної літературної премії імені Світочів 2023 року, член видавничої ради при Рівненській обласній військовій адміністрації 2023 року та при виконавчому комітеті Рівненської міської ради.
Захоплюється подорожами, східними танцями, плаванням, різноманітними видами вишивки, історією Рівненщини, сучасною українською авторською піснею та іншими напрямками творчості.

## Відзнаки
- Лауреатка рівненської міської літературної премії імені Уласа Самчука (2025)[10]
- Лауреатка літературної премії імені Валер'яна Поліщука (2013);
- Лауреатка літературної премії імені Михайла Дубова (2011)[11];
- переможець Міжнародного літературного конкурсу «Хто ж є на світі, щоб був без гріха» з нагоди 300-ї річниці від дня народження Г. Сковороди (ІІ місце, 2022);
- переможниця обласного конкурсу «Краща книга Рівненщини 2013» в номінації «Кращий літературний дебют» зі збіркою «Світ у долонях» (2012);
- переможниця обласного конкурсу «Краща книга Рівненщини 2018» в номінації «Кращий переклад» (2018);
- переможниця обласного конкурсу «Краща книга Рівненщини 2023» в номінації «Краща поетична збірка» (2023);
- лауреатка конкурсу повстанської та патріотичної пісні «Повстанська ватра 2014» за найкраще виконання;
- дипломантка Першого Міжнародного літературного конкурсу імені поета і філософа Платона Кускова;
- переможниця фестивалю «Мовою серця» у номінації авторська пісня[12];
- нагороджена грамотою фестивалю «Воля громади» у номінації «Натхнення майдану»;
- нагороджена грамотою фіналістки першого поетичного конкурсу «Нова доба» (2020)[13];
- гран-прі поетичного конкурсу «Поетичний рушник 2018»;
- лауреатка Всеукраїнського конкурсу авангардної поезії ім. Миколи Біденка (3-я премія);
- лауреатка ІІІ ступеня фестивалю «Вітрила пригод 2019»;
- гран-прі Всеукраїнського конкурсу відеопоезій «Камертон» в рамках поетично-музичного проекту «Камертон» (2020)[14];
- лауреатка І ступеня Всеукраїнського багатожанрового конкурсу «Битва жанрів» у номінації «співана поезія та авторська пісня» із піснею «Говерла»;
- лауреатка І ступеня Міжнародного літературного конкурсу прозових україномовних видань «DNIPRO-BOOK-FEST-2020» у номінації «Література для дітей дошкільного та молодшого шкільного віку (проза)» за книгу «Як зайченя сонечко шукало» (2020);
- переможниця конкурсу «Краща книга Рівненщини 2020» у номінації «Краще художнє оформлення» за книгу для дітей «Як зайченя сонечко шукало»;
- лауреатка І ступеня Першого Всеукраїнського дистанційного багатожанрового конкурсу «Битва жанрів» у номінації авторська пісня;
- лауреатка І ступеня Другого Всеукраїнського дистанційного багатожанрового конкурсу «Битва жанрів» у номінації авторська пісня;
- стипендіатка голови Рівненської обласної державної адміністрації та голови Рівненської обласної ради 2021 року;
- переможниця Міжнародного конкурсу талантів «Сузір'я Україна-Європа» (І місце);
- лауреатка І ступеня VI Міжнародного фестивалю «Musical. South. Palmyra» (республіка Молдова, 2022);
- лауреатка І ступеня Благодійного україно-австрійського фестивалю «Mit frieden im herzen 2022» ("З миром у серці 2022);
- лауреатка І ступеня Міжнародного оглайн фестивалю мистецтв «Талановиті та незламні» у номінації «Авторська пісня» (2023);
- лауреатка ІІ ступеня Всеукраїнського патріотичного фестивалю-конкурсу «Будемо жити!» (2023);
- переможниця Міжнародного фестивалю мистецтв «Талановиті та незламні» у номінації «авторська пісні» (І місце, 2023);
- переможець Всеукраїнського патріотичного двотурового конкурсу мистецтв «UNIC ART» у номінації «Авторська пісня» (перша премія, 2023);
- переможець Міжнародного двотурового конкурсу мистецтв «VIRTUOSO» (друга премія, 2023);
- переможець Міжнародного багатожанрового телефестивалю (І місце, 2023);
- лауреат Міжнародної премії «Культурна Дипломатія» (2024);
- лауреат І ступеню Міжнародного конкурсу талантів «Я маю талант» (2024);
- лауреат І ступеню двотурового міжнародного творчого марафону «Народжені перемагати» (2024);